# Moskvič 2142
Moskvič 2141 (rusky Москвич-2142) byl osobní automobil, který vyráběla automobilka Moskvič. Byl k dostání ve dvou provedeních – „Kníže Vladimír“ a „Ivan Kalita“. Byl to poslední vůz značky Moskvič.

## Kníže Vladimír
Moskvič 2142 Kníže Vladimír (rusky Князь Владимир, Knjaz Vladimir) byl sedan odvozený od Moskviče 2141 Svjatogor. Původně se měl vyrábět už v roce 1992, ale výroba byla odložena a vyráběl se až od roku 1997.

### Technické údaje
- Motor
  - Rozvod: OHC
  - Objem: 1,7 / 2 l
  - Výkon: 63 / 83 kW
  - Maximální rychlost: 160 / 175 km/h
  - Zrychlení 0–100 km/h: 15 / 11,5 s
- Rozměry
  - Délka: 4710 mm
  - Šířka: 1690 mm
  - Výška: 1400 mm
- Hmotnost: 1145 kg

## Ivan Kalita
Moskvič 2142 Ivan Kalita je automobil založený na modelu Kníže Vladimír. Byl vytvořen pro potřeby ruské vlády. Byl to největší a nejluxusnější Moskvič, který kdy byl vyrobený.

### Technické údaje
- Motor
  - Rozvod: DOHC
  - Objem: 2 l
  - Výkon: 107 kW
  - Maximální rychlost: 187 km/h
  - Zrychlení 0–100 km/h: 10,5 s
- Rozměry
  - Délka: 4910 mm
  - Šířka: 1690 mm
  - Výška: 1400 mm
- Hmotnost: 1300